# Rosomyia pentaphylloidigemma
Rosomyia pentaphylloidigemma är en tvåvingeart som beskrevs av Fedotova 1990. Rosomyia pentaphylloidigemma ingår i släktet Rosomyia och familjen gallmyggor.
Artens utbredningsområde är Kazakstan. Inga underarter finns listade i Catalogue of Life.